# Suzanne van Veen
Suzanne van Veen (Naaldwijk, 3 oktober 1987) is een wielrenster uit Nederland.
Op de Nederlandse kampioenschappen baanwielrennen werd Van Veen in 2006 tweede op het onderdeel scratch.
In 2008 won ze het Criterium van Hilversum. In oktober 2009 won ze het Nationaal kampioenschap voor clubs.